# بينينسيولا نيويورك

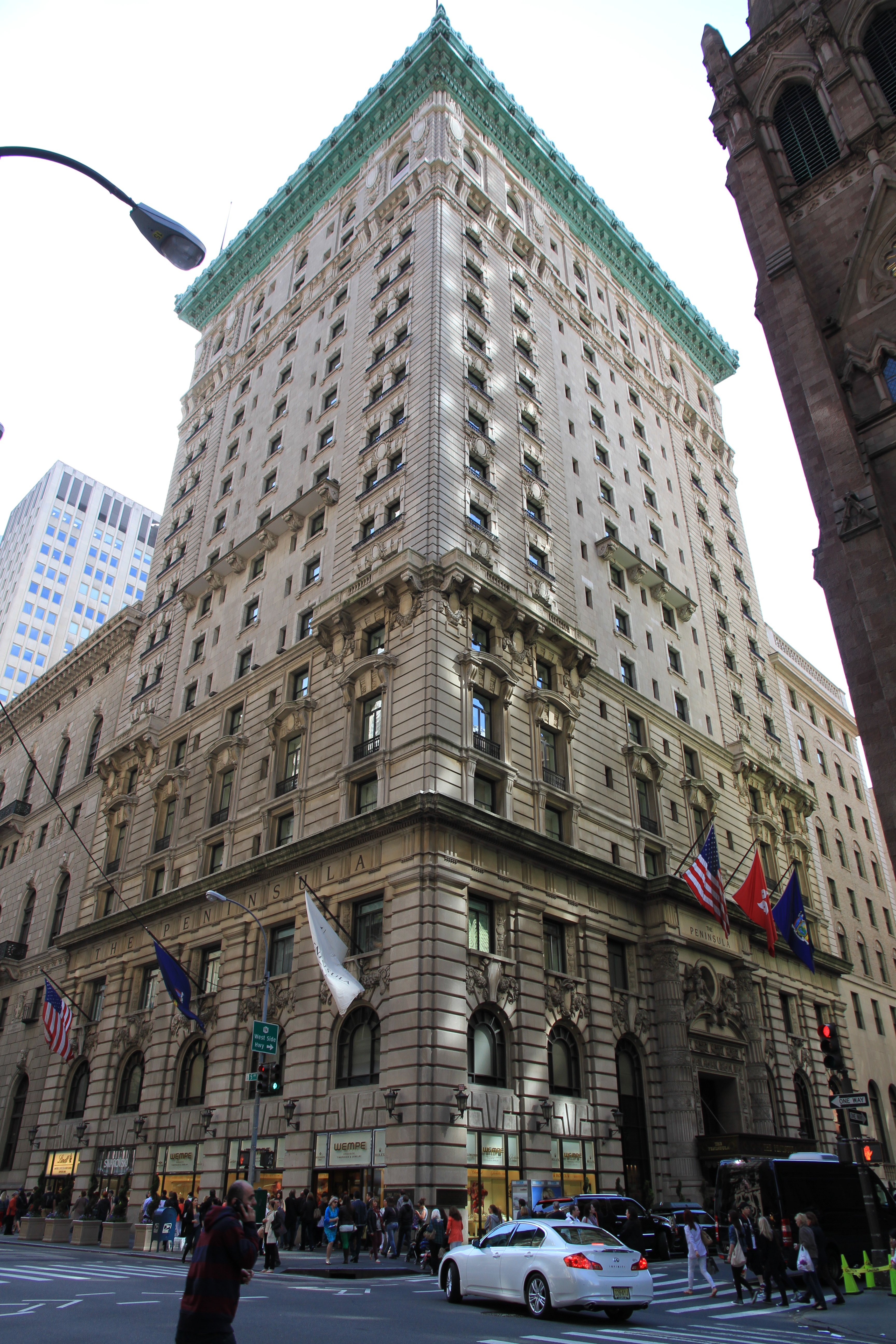
فندق بينينسيولا نيويورك

بينينسيولا نيويورك هو فندق فاخر يقع على زاوية التجمع الخامس والشارع 55. الفندق جزء من مجموعة فنادق بينينسيولا التي مقرها في هونغ كونغ وتملكها وتشغلها شركة فنادق هونغ كونغ وشنغهاي المحدودة. تم شراء الفندق في عام 1988 من قبل مجموعة بينينسيولا بـ127 مليون $. تلقى فندق بينينسيولا نيويورك جائزة AAA Five Diamond Award لمدة ثلاثة عشر عاما متتالية، وفي عام 2007 اختير واحدا من أعظم الفنادق في العالم من قبل مجلة السفر والمتعة.